# Han Ji-hyun
Han Ji-hyun (Hangul: 한지현, Hanja: 韩智贤, Hán-Việt: Hàn Trí Hiền; sinh ngày 21 tháng 3 năm 1996) là một nữ diễn viên và người mẫu người Hàn Quốc trực thuộc công ty giải trí SBD Entertainment. Cô được biết đến với vai diễn trong Gió không ngừng thổi. Cô được khán giả biết đến nhiều hơn thông qua bộ phim Cuộc chiến thượng lưu và vai chính đầu tiên trong Vũ điệu tuổi trẻ của đài SBS.

## Tiểu sử
Ji-hyun sinh ngày 21 tháng 3 năm 1996 tại Seoul, Hàn Quốc. Cô có một người em trai sinh đôi là người mẫu Han Seung-soo, cô ra đời sớm hơn em trai mình 2 phút. Cô sở hữu bảng thành tích học tập ấn tượng và từng thi đỗ 7 đại học lớn tại Hàn Quốc. Nhưng cuối cùng cô quyết định chọn theo học khoa diễn xuất của Đại học Nghệ thuật Quốc gia Hàn Quốc. Ngoài ra, cô còn thông thạo nhiều loại nhạc cụ và có năng khiếu thể thao, đặc biệt là trượt ván, yoga và cưỡi ngựa. Ji-hyun từng theo học tại Học viện diễn xuất MTM-khoá N31 thế nhưng sau bốn tuần theo học miễn phí thì cô đã nhận được học bổng toàn phần của học viện. Cô có nuôi một chú cún tên là Jinjoo.

## Sự nghiệp
Han Ji-hyun bắt đầu sự nghiệp của mình với tư cách là một người mẫu khi cô còn học trung học, trước khi theo đuổi con đường diễn xuất. Ngày 24 tháng 2 năm 2017, có thông báo rằng Han Ji-hyun đã ký hợp đồng với SBD Entertainment.
Ngày 17 tháng 4 năm 2019, Han Ji-hyun được chọn tham gia bộ phim I Bet Everything với vai Kang Seon-mi. Ngày 22 tháng 4, cô tham gia bộ phim truyền hình Gió không ngừng thổi của JTBC với vai phụ Lee Sun-kyung, cô ra mắt với tư cách là một nữ diễn viên sau buổi ra mắt phim vào ngày 27 tháng 5.
Ngày 24 tháng 9 năm 2020, cô đóng vai phụ Joo Seok-kyung trong bộ phim truyền hình Cuộc chiến thượng lưu của đài SBS.
Ngày 21 tháng 4 năm 2022, cô tham gia bộ phim truyền hình Vũ điệu tuổi trẻ của đài SBS với vai chính đầu tiên Do Hae-yi.

## Danh sách phim

### Phim điện ảnh
| Năm  | Tựa đề           | Vai                             | Ghi chú | Ng.   |
| ---- | ---------------- | ------------------------------- | ------- | ----- |
| 2021 | Người nhân bản   | Sinh viên tại cửa hàng tiện lợi | Vai phụ | [ 8 ] |
| 2021 | I Bet Everything | Kang Seon-mi                    | Vai phụ | [ 9 ] |

### Phim truyền hình
| Năm     | Tựa đề                | Kênh | Vai            | Ghi chú   | Ng.    |
| ------- | --------------------- | ---- | -------------- | --------- | ------ |
| 2019    | Gió không ngừng thổi  | JTBC | Lee-yun        | Vai phụ   | [ 10 ] |
| 2020–21 | Cuộc chiến thượng lưu | SBS  | Joo Seok-kyung | Vai phụ   | [ 11 ] |
| 2022    | Vũ điệu tuổi trẻ      | SBS  | Do Hae-yi      | Vai chính | [ 7 ]  |

### Phim chiếu mạng
| Năm  | Tựa đề                 | Vai          | Ghi chú   | Ng.    |
| ---- | ---------------------- | ------------ | --------- | ------ |
| 2017 | Soul Driver            | Jin-hui      | Vai phụ   | [ 12 ] |
| 2018 | Today's Taromance      | Yoo In-jeong | Vai chính | [ 13 ] |
| 2019 | What a Wonderful World | Jo Ah-yeong  | Vai chính | [ 12 ] |

## Giải thưởng và đề cử
| Giải thưởng                  | Năm  | Hạng mục                            | Tác phẩm đề cử/Người nhận | Kết quả   | Ng.    |
| ---------------------------- | ---- | ----------------------------------- | ------------------------- | --------- | ------ |
| Brand Customer Loyalty Award | 2021 | Nữ diễn viên tân binh xuất sắc nhất | Han Ji-hyun               | Đoạt giải | [ 14 ] |
| Brand of the Year Awards     | 2021 | Nữ diễn viên mới xuất sắc nhất      | Han Ji-hyun               | Đoạt giải | [ 15 ] |
| SBS Drama Awards             | 2021 | Nữ diễn viên mới xuất sắc nhất      | Cuộc chiến thượng lưu     | Đoạt giải | [ 16 ] |